# Falcipennis
Genre
Le genre Falcipennis est un genre monotypique appartenant à l'ancienne famille des Tetraonidae, actuellement incluse dans celle, plus vaste, des Phasianidae.

## Liste des espèces
D'après la classification de référence (version 14.2, 2024) elle comprend une espèce :
- Tétras de Sibérie — Falcipennis falcipennis (Hartlaub, 1855)